# Leopold Šťastný
Leopold Šťastný (* 23. Mai 1911; † 14. Mai 1996) war ein slowakischer Fußballspieler und späterer Fußballtrainer. Er trainierte als erster Nicht-Österreicher von 1968 bis 1975 die österreichische Fußballnationalmannschaft.

## Karriere
Leopold Šťastný spielte als Verteidiger beim 1. ČsŠK Bratislava, mit dem er 1935 in die höchste tschechoslowakische Liga, die Státní liga, aufstieg. Bis zum Beginn des Zweiten Weltkriegs nahm er mit dem Klub an der Meisterschaft teil und erreichte dabei mit dem vierten Platz 1935 das beste Ergebnis. Im selben Jahr wurde Leopold Šťastný in die tschechoslowakische Nationalmannschaft einberufen: Das Debüt gegen Österreich im Rahmen des Europapokals der Fußball-Nationalmannschaften verlief mit 2:1 erfolgreich.
Während des Zweiten Weltkrieges, der eine vorübergehende Selbständigkeit der Slowakei mit sich brachte, spielte Leopold Šťastný mit seinem Klub, mittlerweile ŠK Bratislava, in einer slowakischen Liga, die man 1940, 1941, 1942 und 1944 gewinnen konnte. Zusätzlich gab es eine eigene slowakische Nationalmannschaft, für die Leopold Šťastný 1940 gegen Bulgarien auflief.
Anschließend begann der ehemalige Verteidiger seine Trainerkarriere. Leopold Šťastný betreute dabei in insgesamt drei Perioden - von 1949 bis 1951, 1954 bis 1957 und von 1963 bis 1965 - seinen Stammverein, der nunmehr seinen heutigen Namen Slovan Bratislava trug, als Cheftrainer. Vier tschechoslowakische Meistertitel standen zu dieser Zeit zu Buche, ehe er 1966 nach Österreich wechselte, wo er den damals noch kleinen Provinzklub FC Wacker Innsbruck zur nationalen Spitze führte. In Würdigung dieser Verdienste wurde er vom Österreichischen Fußball-Bund per 1. Juli 1968 zum Nationaltrainer als Pesser-Nachfolger berufen.
Leopold Šťastný betreute die österreichischen Nationalmannschaft bei insgesamt 49 Länderspielen. Trotz der verpassten Qualifikation zur Weltmeisterschaft 1970 hielten seine Spieler an ihm fest und scheiterten nur mit viel Pech an der WM-Qualifikation 1974. Die Qualifikationsrunde beschloss das österreichische Team punktgleich und mit derselben Tordifferenz wie Schweden an erster Stelle, sodass ein Entscheidungsspiel zwischen diesen beiden Mannschaften in Gelsenkirchen ausgetragen wurde, das auf schneebedecktem Boden knapp mit 2:1 an die Skandinavier ging. Im WM-Jahr 1974 blieb Österreich überdies ungeschlagen.
Aus gesundheitlichen Gründen trat Leopold Šťastný am 24. September 1975 vom Amt des Nationaltrainers zurück, da er als Angestellter des Fußballbundes von der öffentlichen Rentenversicherungsanstalt einen positiven Bescheid für eine vorzeitige Pension wegen Invalidität erhalten hatte. Daraufhin wurde der bei Wacker Innsbruck tätige slowenische Trainer Branko Elsner interimsmäßig mit der Betreuung der Nationalmannschaft betraut. Nach seinem Rückzug als Teamchef arbeitete Šťastný noch vier weitere Jahre für den ÖFB und initiierte die österreichische Schülerliga, die 1975/76 erstmals ausgetragen wurde. Ende Oktober 1979 wanderte er nach Kanada aus und kehrte aber noch einige wenige Male nach Österreich zurück.
Seine Grabstätte befindet sich auf dem Friedhof Slávičie údolie in Bratislava, Slowakei.
Im Jahr 2009 wurde in Wien-Donaustadt (22. Bezirk) der Stastnyweg nach ihm benannt.